# Giovanni Antonio Bianchini
Giovanni Antonio Bianchini (Venezia, circa 1522 – Venezia, circa 1588) è stato un architetto italiano, ma soprattutto, assieme al padre Vincenzo Bianchini, uno dei più importanti esponenti di una famiglia di mosaicisti attivi a Venezia nel XVI secolo.

## Biografia

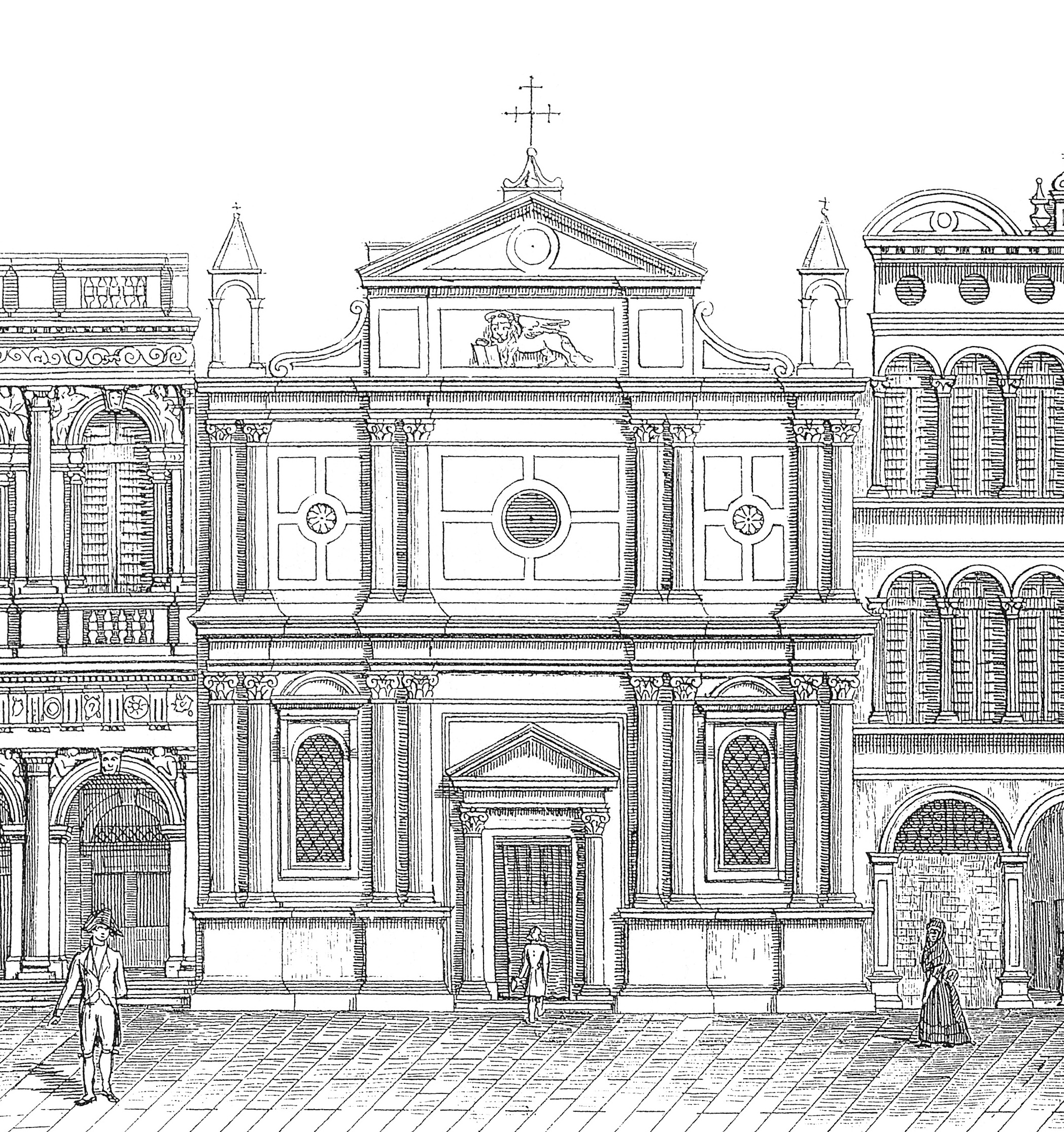
Chiesa di San Geminiano, dettaglio da un'incisione di Dionisio Moretti (1790-1834)

Giovanni Antonio Bianchini nacque a Venezia intorno al 1522, figlio di Vincenzo, e nipote di Domenico, entrambi mosaicisti.
Insieme al padre e allo zio, Giovanni Antonio Bianchini è considerato un mosaicista aderente al manierismo, che  tradusse con grande capacità i cartoni dei pittori come Francesco Salviati.
Le prime notizie riguardanti Giovanni Antonio Bianchini lo indicarono attivo come mosaicista nella basilica di San Marco a Venezia tra il 1542 e il 1552, dove collaborò con il padre Vincenzo e con il pittore e mosaicista Giovanni Demio per una grandiosa composizione a mosaico, raffigurante l'Albero genealogico della Vergine, collocata nella parete di fondo del transetto, nella basilica di San Marco.
Nel 1556 fu accolto tra i maestri del mosaico in San Marco, e l'anno seguente realizzò due opere autonome, accanto all'Albero genealogico della Vergine, raffiguranti San Pigasio e San Esaudino.
Negli stessi anni ultimò anche altre opere riguardanti i santi, che però non sono rintracciabili con certezza. Invece sicuramente suoi furono il Giobbe e il San Geremia nel sottarco interno verso la crociera, oltre che una decorazione di fiori e frutta collocata nei pressi dell'altare di San Giovanni Evangelista (circa 1559-1563).
Nel 1563 Giovanni Antonio Bianchini partecipò, assieme al padre Vincenzo e allo zio Domenico, ad un concorso per mosaicisti indetto dalla Procuratia di San Marco, nel quale risultò secondo, e la sua opera, un San Gerolamo, è conservata presso la sagrestia della basilica, accanto a quella dello zio.
Nello stesso anno, Giovanni Antonio Bianchini si impegnò, con gli altri familiari, nel processo intentato contro i fratelli Zuccato, accusati di poca correttezza tecnica, cioè di aver utilizzato il pennello per mosaici al posto delle tessere.
Questa vicenda interessò talmente la scrittrice francese George Sand, durante un suo soggiorno veneziano, da scrivere un romanzo dedicato all'argomento, intitolato Les maîtres mosaïstes (1837).
Le ultime informazioni riguardanti la carriera artistica di Giovanni Antonio Bianchini risalirono al 1564, quando ultimò i lavori sopra l'altare di San Giovanni Evangelista; mentre le ultime informazioni su Bianchini furono relative ad un pagamento ricevuto il 7 maggio 1568.
Come architetto progettò nel 1566 la chiesa di San Geminiano, costruita da Jacopo Sansovino.
L'attività dei maestri come Giovanni Antonio Bianchini si rivelò molto importante nell'ambito dell'arte musiva veneziana del XVI secolo; nonostante la perfezione tecnica dell'opera, il mosaico in quell'epoca, terminò di essere un'arte indipendente, e passò alle dipendenze della pittura: il mosaicista diventò un esecutore, spesso meccanico, nel realizzare i disegni dei pittori.

## Opere

### Mosaici
- Albero genealogico della Vergine, transetto della basilica di San Marco a Venezia (1552);
- San Pigasio, transetto della basilica di San Marco a Venezia (1557);
- Sant'Esaudino, transetto della basilica di San Marco a Venezia (1557);
- San Geremia, sottarco interno verso la crociera della basilica di San Marco a Venezia (circa 1559-1563);
- Decorazione di fiori e frutta, nei pressi dell'altare di San Giovanni Evangelista della basilica di San Marco a Venezia (circa 1559-1563);
- San Gerolamo, presso la sagrestia della basilica di San Marco a Venezia (1563).

### Architettura
- Chiesa di San Geminiano a Venezia (1566).